# 阪急杯
阪急杯（はんきゅうはい）は、日本中央競馬会（JRA）が阪神競馬場ないし京都競馬場で施行する中央競馬の重賞競走（GIII）である。

寄贈賞を提供する阪急電鉄は、大阪市北区に本社を置き、阪神競馬場最寄りの仁川駅を含む阪急今津線、および京都競馬場への臨時バスが出ている西山天王山駅がある阪急京都本線を運営する大手私鉄。阪急の通称は、大東亜戦争以前の旧社名『阪神急行電鉄』（はんしんきゅうこうでんてつ）から取られたものである。
正賞は阪急電鉄株式会社賞。

## 概要
1956年まで行われていた重賞競走「阪神記念（はんしんきねん）」を廃止し、1957年に4歳（現3歳）以上の馬による重賞競走として創設された「宝塚杯（たからづかはい）」が本競走の前身である。1960年より現名称に改称された。

なお、阪急杯が創設される前は、阪神大賞典に『京阪神急行電鉄』の旧社名で寄贈賞が出されたことがあった。
創設時は芝2200mで行われていたが、1960年より芝1800mに変更された。その後も幾度かの距離短縮や施行場・施行時期の変遷を経て、1996年に短距離重賞路線が整備され「高松宮杯（現・高松宮記念）」が芝1200mのGIに改められた際、本競走も芝1200mに変更された。翌年には高松宮記念の前哨戦に位置付けられ、施行時期も第2回阪神競馬に移設され、2000年には高松宮記念が3月末に繰り上げられたのに伴い、本競走も第1回阪神競馬の開幕週に移設された。2006年には芝1400mに変更し、2014年からは本競走の1着馬に高松宮記念の優先出走権が与えられている。
外国産馬は1990年から、地方競馬所属馬は2000年から出走可能になり、2005年からは外国馬も出走可能な国際競走となった。

### 競走条件
以下の内容は、2025年現在のもの。
出走資格：サラ系4歳以上
- JRA所属馬
- 地方競馬所属馬（3頭まで）
- 外国調教馬（優先出走）

負担重量：別定
- 57kg、牝馬2kg減
  - 2024年2月17日以降のGI競走（牝馬限定競走を除く）1着馬2kg増、牝馬限定GI競走またはGII競走（牝馬限定競走を除く）1着馬1kg増
  - 2024年2月16日以前のGI競走（牝馬限定競走を除く）1着馬1kg増（2歳時の成績を除く）

2012年度より、負担重量の加増内容がGII競走と同様にされている。
2014年より、本競走の1着馬には高松宮記念への優先出走権が与えられる。
地方競馬所属馬は、本競走で2着までに入着すると高松宮記念に出走申込ができる。

### 賞金
2025年の1着賞金は4300万円で、以下2着1700万円、3着1100万円、4着650万円、5着430万円。

## 歴史
- 1953年 - 第1回阪神大賞典に京阪神競馬会社（現・京阪神ビルディング）、松下電器産業（現・パナソニックホールディングス）と共に京阪神急行電鉄賞が寄贈される。
- 1956年 - 第4回阪神大賞典に再び京阪神競馬、松下電器と並んで京阪神急行電鉄賞が掛けられる。
- 1957年 - 4歳以上の馬による重賞競走として「宝塚盃」の名称で創設、（旧阪神記念）の副称をつけ阪神競馬場の芝2200mで施行[5]。
- 1958年 - 「競馬法35周年記念競走」の副称をつけて施行[5]。
- 1960年 - それまで不定期に掛けられていた京阪神急行電鉄の寄贈賞が定着することになり、名称を「阪急杯」に変更。
- 1984年 - グレード制施行によりGIII[注 2]に格付け。
- 1990年 - 混合競走に指定、外国産馬が出走可能になる[5]。
- 1995年 - 「震災復興支援競走」の副称をつけて施行[5]。
- 1997年 - 出走資格を「5歳以上」に変更。
- 1999年 - 厩務員ストライキの影響で1週延期となる。
- 2000年 - 指定交流競走に指定され、地方所属馬が2頭まで出走可能となる[5]。
- 2001年 - 馬齢表示の国際基準への変更に伴い、出走条件を「4歳以上」に変更。
- 2002年 - 地方所属馬の出走枠が3頭に拡大[4]。
- 2005年 - 国際競走に変更され、外国調教馬が4頭まで出走可能となる[6]。
- 2007年 - 日本のパートI国昇格に伴い、外国調教馬の出走枠が8頭に拡大[10]。
- 2014年 - この年から1着馬に高松宮記念への優先出走権を付与[4]。
- 2015年 
  - 出走可能頭数を18頭に拡大。
  - 外国馬の出走枠を9頭に変更[11]。
- 2020年 - 新型コロナウイルスの流行により「無観客競馬」として開催[12]（2021年も同様[13]）。
- 2025年 - 施行場を京都競馬場に、施行日も1999年以来の土曜日にそれぞれ変更（この週の翌日はフェブラリーステークスが行われる）。

### 歴代優勝馬
距離はすべて芝コース。
優勝馬の馬齢は、2000年以前も現行表記に揃えている。
競走名は第3回まで「宝塚盃」。
| 回数   | 施行日        | 競馬場 | 距離  | 優勝馬             | 性齢 | タイム          | 優勝騎手   | 管理調教師 | 馬主                         |
| ------ | ------------- | ------ | ----- | ------------------ | ---- | --------------- | ---------- | ---------- | ---------------------------- |
| 第1回  | 1957年6月30日 | 阪神   | 2200m | タカクラオー       | 牡4  | 2:17 2/5        | 玉田一彦   | 橋田俊三   | 平島尚一                     |
| 第2回  | 1958年6月29日 | 阪神   | 2200m | ヤマニン           | 牡3  | 2:21 0/5        | 浅見国一   | 相羽仙一   | 土井宏二                     |
| 第3回  | 1959年7月5日  | 京都   | 2200m | ホマレリユウ       | 牡4  | 2:17 2/5        | 宮本悳     | 橋本正晴   | 三好諦三                     |
| 第4回  | 1960年5月22日 | 阪神   | 1800m | ミンシユウ         | 牡4  | 1:49.4          | 坂田正行   | 仲住達弥   | 鈴木美智慧                   |
| 第5回  | 1961年5月28日 | 阪神   | 1800m | シーザー           | 牡4  | 1:50.7          | 清田十一   | 伊藤勝吉   | 伊藤由五郎                   |
| 第6回  | 1962年5月27日 | 阪神   | 1800m | ミスケイコ         | 牝4  | 1:51.1          | 清田十一   | 伊藤勝吉   | 伊藤由五郎                   |
| 第7回  | 1963年5月26日 | 阪神   | 1800m | ゴウカイ           | 牡4  | 1:50.7          | 栗田勝     | 武田文吾   | 伊藤由五郎                   |
| 第8回  | 1964年5月24日 | 阪神   | 1800m | パスポート         | 牝4  | 1:48.6          | 松永高徳   | 清水茂次   | 吉田善一                     |
| 第9回  | 1965年5月23日 | 阪神   | 1850m | バリモスニセイ     | 牡4  | 1:53.5          | 諏訪眞     | 諏訪佐市   | 小杉咲枝                     |
| 第10回 | 1966年5月22日 | 京都   | 1800m | ハツライオー       | 牡4  | 1:55.5          | 松本善登   | 伊藤修司   | 大久保常吉                   |
| 第11回 | 1967年5月21日 | 阪神   | 1900m | ニホンピローエース | 牡4  | 1:54.8          | 田所稔     | 小川佐助   | 小林保                       |
| 第12回 | 1968年7月7日  | 阪神   | 1900m | アポオンワード     | 牡5  | 1:58.4          | 松本善登   | 武田文吾   | （株）オンワード牧場         |
| 第13回 | 1969年5月18日 | 京都   | 1900m | タカノキネン       | 牡5  | 2:00.4          | 小野幸治   | 小林稔     | 岩佐俊策                     |
| 第14回 | 1970年5月10日 | 阪神   | 1900m | ヒロズキ           | 牡4  | 1:57.4          | 田口光雄   | 松田由太郎 | 広瀬光次                     |
| 第15回 | 1971年6月6日  | 阪神   | 1900m | トウメイ           | 牝5  | 2:00.0          | 清水英次   | 坂田正行   | 近藤克夫                     |
| 第16回 | 1972年5月14日 | 阪神   | 1600m | フアストバンブー   | 牡5  | 1:39.9          | 福永洋一   | 伊藤修司   | 竹田辰一                     |
| 第17回 | 1973年6月10日 | 阪神   | 1600m | サカエカホー       | 牡4  | 1:34.9          | 湯浅三郎   | 加藤清一   | 陳葉枝                       |
| 第18回 | 1974年6月9日  | 京都   | 1600m | ケイリュウシンゲキ | 牝4  | 1:35.0          | 上野清章   | 伊藤修司   | 龍進撃（有）                 |
| 第19回 | 1975年6月8日  | 阪神   | 1600m | シルバーネロ       | 牡4  | 1:35.0          | 福永洋一   | 武田文吾   | 伊藤英夫                     |
| 第20回 | 1976年6月13日 | 京都   | 1600m | ヤマニンファバー   | 牡4  | 1:38.1          | 日高三代喜 | 浅見国一   | 土井宏二                     |
| 第21回 | 1977年6月12日 | 阪神   | 1600m | センターグッド     | 牡4  | 1:35.2          | 鹿戸明     | 田所稔     | 中野優                       |
| 第22回 | 1978年6月11日 | 阪神   | 1600m | スリーファイヤー   | 牡4  | 1:37.3          | 岩元市三   | 布施正     | 渡辺淳三                     |
| 第23回 | 1979年6月10日 | 阪神   | 1600m | リードスワロー     | 牝4  | 1:34.4          | 田島信行   | 服部正利   | 熊本芳雄                     |
| 第24回 | 1980年5月11日 | 阪神   | 1600m | テルノエイト       | 牡4  | 1:34.6          | 飯田明弘   | 清水久雄   | 中村照彦                     |
| 第25回 | 1981年5月24日 | 阪神   | 1400m | サツキレインボー   | 牡4  | 1:24.4          | 米元孝一   | 田之上勲   | 堀脇操                       |
| 第26回 | 1982年6月13日 | 阪神   | 1400m | バンブトンハーレー | 牡4  | 1:21.8          | 飯田明弘   | 伊藤修司   | 樋口正蔵                     |
| 第27回 | 1983年6月12日 | 阪神   | 1400m | ハッピープログレス | 牡5  | 1:22.3          | 田原成貴   | 山本正司   | 藤田晋                       |
| 第28回 | 1984年6月10日 | 阪神   | 1400m | グァッシュアウト   | 牝4  | 1:24.0          | 小島貞博   | 戸山為夫   | 山田博康                     |
| 第29回 | 1985年6月9日  | 阪神   | 1400m | シャダイソフィア   | 牝4  | 1:21.9          | 河内洋     | 渡辺栄     | 吉田善哉                     |
| 第30回 | 1986年6月8日  | 阪神   | 1400m | ロングハヤブサ     | 牡5  | 1:22.5          | 南井克巳   | 小林稔     | 中井長一                     |
| 第31回 | 1987年6月7日  | 阪神   | 1400m | セントシーザー     | 牡5  | 1:22.3          | 河内洋     | 橋口弘次郎 | 杉谷枡夫                     |
| 第32回 | 1988年6月5日  | 阪神   | 1400m | サンキンハヤテ     | 牡4  | 1:21.6          | 増井裕     | 橋口弘次郎 | 河原サキノ                   |
| 第33回 | 1989年6月4日  | 阪神   | 1400m | ホリノライデン     | 牡4  | 1:22.0          | 武豊       | 目野哲也   | 堀内正男                     |
| 第34回 | 1990年6月3日  | 阪神   | 1400m | センリョウヤクシャ | 牡4  | 1:22.3          | 河内洋     | 庄野穂積   | （有）社台レースホース       |
| 第35回 | 1991年6月2日  | 京都   | 1400m | ジョーロアリング   | 牡5  | 1:23.5          | 山田和広   | 坪正直     | 上田けい子                   |
| 第36回 | 1992年6月7日  | 阪神   | 1400m | ホクセイシプレー   | 牡4  | 1:25.2          | 須貝尚介   | 須貝彦三   | （有）向別牧場               |
| 第37回 | 1993年6月6日  | 阪神   | 1400m | レガシーフィールド | 牝5  | 1:24.1          | 佐藤哲三   | 吉岡八郎   | （株）ホースタジマ           |
| 第38回 | 1994年6月5日  | 阪神   | 1400m | ゴールドマウンテン | 牡5  | 1:20.9          | 岸滋彦     | 佐山優     | （株）グリーンファーム       |
| 第39回 | 1995年6月3日  | 京都   | 1400m | ボディーガード     | 牡4  | 1:20.0          | 松永幹夫   | 山本正司   | 浅川清                       |
| 第40回 | 1996年6月16日 | 阪神   | 1200m | トーワウィナー     | 牡6  | 1:08.5          | 河内洋     | 佐山優     | 斉藤一郎                     |
| 第41回 | 1997年3月29日 | 阪神   | 1200m | シンコウフォレスト | 牡4  | 1:10.5          | 四位洋文   | 栗田博憲   | 安田修                       |
| 第42回 | 1998年4月4日  | 阪神   | 1200m | マサラッキ         | 牡5  | 1:08.5          | 河内洋     | 増本豊     | 丸井正貴                     |
| 第43回 | 1999年4月10日 | 阪神   | 1200m | キョウエイマーチ   | 牝5  | 1:08.6          | 秋山真一郎 | 野村彰彦   | 松岡正雄                     |
| 第44回 | 2000年2月27日 | 阪神   | 1200m | ブラックホーク     | 牡6  | 1:08.7          | 横山典弘   | 国枝栄     | 金子真人                     |
| 第45回 | 2001年2月25日 | 阪神   | 1200m | ダイタクヤマト     | 牡7  | 1:08.7          | M.デムーロ | 石坂正     | （有）太陽ファーム           |
| 第46回 | 2002年2月24日 | 阪神   | 1200m | アドマイヤコジーン | 牡6  | 1:07.9          | 後藤浩輝   | 橋田満     | 近藤利一                     |
| 第47回 | 2003年3月2日  | 阪神   | 1200m | ショウナンカンプ   | 牡5  | 1:08.5          | 藤田伸二   | 大久保洋吉 | 国本哲秀                     |
| 第48回 | 2004年2月29日 | 阪神   | 1200m | サニングデール     | 牡5  | 1:08.5          | 吉田稔     | 瀬戸口勉   | 後藤繁樹                     |
| 第49回 | 2005年2月27日 | 阪神   | 1200m | キーンランドスワン | 牡6  | 1:08.5          | 四位洋文   | 森秀行     | 平井豊光                     |
| 第50回 | 2006年2月26日 | 阪神   | 1400m | ブルーショットガン | 牡7  | 1:22.5          | 松永幹夫   | 武宏平     | （株）荻伏レーシング・クラブ |
| 第51回 | 2007年2月25日 | 阪神   | 1400m | プリサイスマシーン | 牡8  | 1:20.5 （同着） | 安藤勝己   | 萩原清     | 池谷誠一                     |
| 第51回 | 2007年2月25日 | 阪神   | 1400m | エイシンドーバー   | 牡5  | 1:20.5 （同着） | 幸英明     | 湯浅三郎   | 平井豊光                     |
| 第52回 | 2008年3月2日  | 阪神   | 1400m | ローレルゲレイロ   | 牡4  | 1:20.7          | 四位洋文   | 昆貢       | （株）ローレルレーシング     |
| 第53回 | 2009年3月1日  | 阪神   | 1400m | ビービーガルダン   | 牡5  | 1:21.1          | 安藤勝己   | 領家政蔵   | （有）坂東牧場               |
| 第54回 | 2010年2月28日 | 阪神   | 1400m | エーシンフォワード | 牡5  | 1:21.4          | 岩田康誠   | 西園正都   | （株）栄進堂                 |
| 第55回 | 2011年2月27日 | 阪神   | 1400m | サンカルロ         | 牡5  | 1:20.1          | 吉田豊     | 大久保洋吉 | （有）社台レースホース       |
| 第56回 | 2012年2月26日 | 阪神   | 1400m | マジンプロスパー   | 牡5  | 1:22.0          | 浜中俊     | 中尾秀正   | 佐々木主浩                   |
| 第57回 | 2013年2月24日 | 阪神   | 1400m | ロードカナロア     | 牡5  | 1:21.0          | 岩田康誠   | 安田隆行   | （株）ロードホースクラブ     |
| 第58回 | 2014年3月2日  | 阪神   | 1400m | コパノリチャード   | 牡4  | 1:20.7          | 浜中俊     | 宮徹       | 小林祥晃                     |
| 第59回 | 2015年3月1日  | 阪神   | 1400m | ダイワマッジョーレ | 牡6  | 1:23.8          | M.デムーロ | 矢作芳人   | 大城敬三                     |
| 第60回 | 2016年2月28日 | 阪神   | 1400m | ミッキーアイル     | 牡5  | 1:19.9          | 松山弘平   | 音無秀孝   | 野田みづき                   |
| 第61回 | 2017年2月26日 | 阪神   | 1400m | トーキングドラム   | 牡7  | 1:19.9          | 幸英明     | 斎藤誠     | 下河邉美智子                 |
| 第62回 | 2018年2月25日 | 阪神   | 1400m | ダイアナヘイロー   | 牝5  | 1:20.1          | 武豊       | 福島信晴   | （株）駒秀                   |
| 第63回 | 2019年2月24日 | 阪神   | 1400m | スマートオーディン | 牡6  | 1:20.3          | 藤岡佑介   | 池江泰寿   | 大川徹                       |
| 第64回 | 2020年3月1日  | 阪神   | 1400m | ベストアクター     | 騸6  | 1:20.3          | 浜中俊     | 鹿戸雄一   | （有）社台レースホース       |
| 第65回 | 2021年2月28日 | 阪神   | 1400m | レシステンシア     | 牝4  | 1:19.2          | 北村友一   | 松下武士   | （有）キャロットファーム     |
| 第66回 | 2022年2月27日 | 阪神   | 1400m | ダイアトニック     | 牡7  | 1:19.9          | 岩田康誠   | 安田隆行   | （有）シルクレーシング       |
| 第67回 | 2023年2月26日 | 阪神   | 1400m | アグリ             | 牡4  | 1:19.5          | 横山和生   | 安田隆行   | 三木正浩                     |
| 第68回 | 2024年2月25日 | 阪神   | 1400m | ウインマーベル     | 牡5  | 1:21.2          | 松山弘平   | 深山雅史   | （株）ウイン                 |
| 第69回 | 2025年2月22日 | 京都   | 1400m | カンチェンジュンガ | 牡5  | 1:21.7          | 幸英明     | 庄野靖志   | 幅田昌伸                     |